# Polskie konie trójkoronowane
Polskie konie trójkoronowane – konie pełnej krwi angielskiej, które w ciągu jednego sezonu wyścigowego, rozgrywanego na torze wyścigów konnych Służewiec wygrały 3 klasyki (nagrodę Rulera, nagrodę Derby i nagrodę St. Leger). Do maja 2023 dokonało tego 14 koni.

## Gonitwy wschodzące w skład potrójnej korony

### Nagroda Rulera
Gonitwa ta jest rozgrywana w maju na dystansie 1600m tylko dla koni 3-letnich. Jej nazwa pochodzi od wybitnego polskiego konia Rulera, hodowli SK Krasne. Ogier ten ścigał się głównie w Moskwie i Petersburgu, gdzie wygrał we wszystkich 8 startach. Najbardziej zasłynął jednak w polskiej hodowli, dając wiele wyśmienitych koni wyścigówych. Nagroda Rulera jest odpowiednikiem brytyjskiej gonitwy 2000 Guineas.

### Nagroda Derby
Gonitwa Derby rozgrywana jest od 1896 roku na Polu Mokotowskim na dystansie 2400m. Tak jak brytyjski odpowiednik (Epsom Derby) gonitwa ta jest przeznaczona tylko dla koni 3-letnich. Tradycją jest, polskie Derby odbywają się w pierwszą niedzielę lipca (czasami z powodu niecodziennych wydarzeń jest przesuwana). Pierwsze polskie Derby wygrał ogier Wrogard. W 1939 polskie Derby zostały przeniesione na Tor Służewiec, gdzie odbywają się do dziś z przerwą w latach 1940-1945. 

### Nagroda St.Leger
Ostatnia z gonitw wchodzących w skład potrójnej korony. Tym razem w gonitwie mogą brać udział konie 3-letnie i starsze. Przed I Wojną Światową nosiła nazwę Nagrody Janowskiej. Pod dzisiejszą nazwą odbywa się od 1920 roku. W latach 1946–1954 oraz 1962-1975 dystans tej gonitwy wynosił  3000m, w pozostałych latach oraz dzisiaj wynosi on 2800m.

## Konie trójkoronowane
| Rok  | Koń                |
| ---- | ------------------ |
| 1948 | Ruch               |
| 1961 | Solali             |
| 1972 | Dipol              |
| 1974 | Czerkies           |
| 1989 | Krezus             |
| 1992 | Mokosz             |
| 2000 | Dżamajka           |
| 2002 | Dancer Life        |
| 2005 | Dżesmin            |
| 2007 | San Moritz         |
| 2011 | Intens             |
| 2015 | Va Bank            |
| 2017 | Bush Brave         |
| 2018 | Fabulous Las Vegas |

## Polskie konie trójkorownowane na innych torach
Do roku 2023, 5 polskich koni zdobyło ten tytuł na torach innych niż Tor Wyścigów Konnych Służewiec. Były to:
- Liege, w roku 1917 na torze w Odessie,
- Mat, w roku 1934 na Polu Mokotowskim,
- Jeremi, w roku 1938 na Polu Mokotowskim,
- Tankred, hodowli Stadniny Koni w Golejewku w roku 2003[5] zdobył 3 korony na Słowacji,
- Age of Jape, hodowli Stadniny Koni w Strzegomiu w roku 2009 zdobył 3 korony w Czechach.